# Мостенинг
Мостенинг (њем. Moosthenning) општина је у њемачкој савезној држави Баварска. Једно је од 15 општинских средишта округа Динголфинг-Ландау. Према процјени из 2010. у општини је живјело 4.772 становника. Посједује регионалну шифру (AGS) 9279128.

## Географски и демографски подаци
Мостенинг се налази у савезној држави Баварска у округу Динголфинг-Ландау. Општина се налази на надморској висини од 368 метара. Површина општине износи 70,4 km². У самом мјесту је, према процјени из 2010. године, живјело 4.772 становника. Просјечна густина становништва износи 68 становника/km².